# Ришард Куклински
Ришард Йежи Куклински (на полски: Ryszard Jerzy Kukliński) с псевдоними „Джак Стронг“ и „Чайка“ (роден 13 юни 1930 г. във Варшава, починал на 11 февруари 2004 г. в Тампа), е полковник от Полската народна армия, посмъртно издигнат в звание бригаден генерал, заместник на началника на Оперативния генерален щаб на полската армия, от 1970 г. агент на ЦРУ, малко преди въвеждане на военното положение (1981 г.) евакуиран от ЦРУ в Западен Берлин.

## Биография

### Младежки години
Роден на 13 юни 1930 г. във Варшава, той е единствено дете на Станислав Винценти Куклински (1901 – 1943) и Анна Куклинска с моминска фамилия Котанец (1900 – 1963). Самият Куклински в ранните си младежки години използва още две различни рождени дати. По време на Втората световна война баща му търгува с дървен материал. На 13 май 1943 г. е арестуван за конспирационна дейност, умира в концентрационния лагер Заксенхаузен. Тази информация оповестява самият Куклински в интервю за парижката „Култура“ през 1987 г. Той твърди също, че баща му е бил член на Полската социалистическа партия. След като баща му е арестуван, Куклински заминава при чичо си, който живее в едно село близо до Радом. Както самият той твърди, участва във Варшавското въстание в редиците на Армия Крайова. Според друго негово твърдение е член на групата „Меч и плуг“, а според трето членува в организацията „Сърп и чук“. Според показанията на свидетели, а и според неговите собствени показания пред партийната комисия, става ясно обаче, че по време на окупацията не е бил член на нито една нелегална организация. На 6 август 1944 г. е откаран в Германия. В някои свои изявления твърди, че е бил транспортиран с влак заедно с група еврейки и е бил откаран в Долна Силезия, а в други случаи заявява, че е пребивавал в концлагер, защото е нанесъл побой на немски юноша. Твърди, че в конспирационната си дейност е използвал псевдоним „Бил“. Дори пише, че в продължение на три седмици е воювал на фронта. Най-правдоподобна обаче изглежда версията, че младият Куклински е бил транспортиран заедно с майка си на немска територия.
След края на войната Куклински отива да живее във Вроцлав на ул. „Блашана“ 15. Първоначално опитва да усвои шлосерската професия, но на 17 септември 1945 г. е приет в Общинска охрана за защита на обектите. В началото му е поверена ролята на разносвач, а по-късно е назначен за пазач във фабрика за сапун. На 6 януари 1946 г. влиза в редовете на Полската работническа партия (удостоверение номер 0655929). От 7 март до 13 април същата година лежи в ареста по подозрение за обир, но бива освободен. Причината за освобождаването му остава неизвестна, тъй като през 1992 г. документите, отнасящи се за този период, са отстранени от съдебните досиета. Информацията, свързана с този период от живота на Куклински, е оскъдна. Вероятно за известно време е бил член на Доброволните резерви на Народната милиция и като член на тази формация е взел участие в народния референдум, проведен от Държавния съвет през юни 1946 г.

### Служба в Полската народна армия

#### Първи години
На 1 октомври 1947 г. е приет в Офицерска пехотна школа № 1 във Вроцлав. През 1950 г. е обвинен, че е бил в редовете на Армия Крайова и че е членувал в „Меч и плуг“, както и в „Сърп и чук“. С решение на началника на Генералния щаб от дата 27 юли 1950 г. е изключен от школата и в началото на август е изпратен да отслужи задължителна военна служба, без да се зачитат към нея трите години обучение в офицерската школа. Две седмици по-късно, на 10 август, е върнат в школата, която завършва през 1950 г. След завършването със заповед на министъра на народната отбрана от дата 23 септември1950 г. е разпределен в отдел „Кадри“ на Министерство на отбраната, а два месеца по-късно е изпратен в Девети пехотен полк в Пила като взводен командир. През 1951 г. е повишен в подпоручик. От 1951 г. до 1952 г. преминава методично-стрелкови курс във Висшата пехотна школа в Рембертув, а след завършването му става ротен командир в Девети механизиран полк. През октомври 1952 г. се жени за Йоанна.
През май 1953 г. става началник-щаб на Петнадесети противодесантен батальон в Трета противодесантна бригада в Колобжег. През 1954 г. става командир на Осемнадесети противодесантен батальон в Трета противодесантна бригада. През 1956 г. служи в Пети пехотен полк на Колобжег.
На 1 ноември 1956 г. е изпратен на едногодишен курс за обучение на офицери от пехотата в Рембертув. Завършва курса на 25 август 1957 г., след което продължава да служи в Пети пехотен полк на Колобжег като началник-щаб по оперативните въпроси. В края на октомври 1957 г. по собствена молба е прехвърлен в Трета бригада за брегова охрана в Колобжег, а след реформирането на бригадата през 1958 г. преминава в Осемдесет и втори механизиран полк, където остава на служба до 30 август 1961 г.
В периода 1958 – 1960 г. учи в Първа гимназия за работещи в Колобжег „Николай Коперник“, където полага матура. През 1961 г. започва да следва в Академията на Генералния щаб на полската армия.

#### Начало на сътрудничеството с военното контраразузнаване
През 1964 г. като сътрудник на полското военно контраразузнаване и разузнаване и едновременно с това студент в Академията на Генералния щаб на полската армия осигурява прикритие на задачите, изпълнявани от офицера на полското военно контраразузнаване майор Коминек, плувайки от Колобжег до Швеция с личната си яхта. През същата година завършва следването си Академията на Генералния щаб на полската армия и е повишен в звание майор, след което е преместен във Варшава, където служи като щабен офицер, подготвяйки плановете за инвазия в Чехословакия на войските от Варшавския договор.
Куклински става сътрудник на военното контраразузнаване не по-късно от 1962 г. Съществуват мнения, че от края на 40-те години сътрудничи на Военна информация, а във времето преди да постъпи в офицерската школа – на Службите за сигурност.
След като завършва следването си в Академията на Генералния щаб на полската армия, служи в Отдела за оперативно обучение на Генералния щаб, след това става началник на Отдела за общо планиране в Оперативно командване и накрая началник на Първи отдел – заместник-началник на Командването на първи оперативен генерален щаб на полската армия. В началото на службата си в генералния щаб започва дейност във военния ветроходен клуб „Атол“, а по-късно става председател на този клуб.
През 1965 г. взема участие във военна игра в северната част на Полша, където маршал Андрей Гречко показва на най-важните по ранг офицери от Полската народна армия мобилни ракетни установки с ядрени бойни глави. В края на 1965 г. и началото на 1966 г. става съавтор на изпитно учение за висшите командни кадри в Жаган.
През февруари 1967 г. участва в делегацията на Министерство на отбраната, водена от генерал Болеслав Хоха, който в личен разговор с Куклински изразява съмненията си относно заплахите за Полша, произтичаща от военната стратегия на СССР по отношение на НАТО. През 1967 г. преминава обучение в центъра за обучение на разузнавачи.

#### Виетнам, Чехословакия
В периода 1967 – 1968 г. служи в Международната комисия за контрол и надзор на Женевските споразумения във Виетнам, където между другото се занимава със събиране на данни за войските, участващи във виетнамския конфликт. През февруари 1968 г. участва в следствието във връзка с офанзивата на Тет.
След завръщането си от Виетнам през 1968 г. продължава службата си в Отдела за оперативно обучение на Генералния щаб на полската армия, където подготвя учение „Пролет-69“. През август 1968 г. е разпределен в щаба на маршал Иван Якубовски в Легница, където му става ясно, че ученията в действителност са подготовка за инвазия в Чехословакия.
През 70-те години планира провеждането на разузнавателна операция под прикритието на туристически круиз в района на Хамбург и Хелголанд. През 60-те и 70-те години в сътрудничество с полското военно разузнаване реализира поредица от круизи, като задачата му е да се запознае с районите на бъдещата инвазия на Варшавския договор. Разузнаването включва измерване с помощта на ехосонда на дълбочината на Елба, проучване на района на Хелголанд, където се намира радиолокационната станция на НАТО, извършване на разузнавателни действия в Хамбург, Кил, Копенхаген, както и по крайбрежието на Великобритания и Швеция. Рейсовете са преустановени през април 1977 г., след като контраразузнаването преценява, че са твърде рисковани.
През 1971 или 1972 г. предлагат на Куклински длъжността командир на полк в Клодзко, но благодарение на своите усилия и силна аргументация, той успява да избегне преместването си от Генералния щаб. След като през 1972 г. е повишен в звание полковник, през 1973 г. повторно получава предложение за ръководна длъжност, този път за началник-щаб на Четвърта механизирана дивизия в Кросно Оджанске. Полковник Куклински отказва, като се позовава на здравословното състояние на съпругата си, но в действителност не иска да напусне работата си във Варшава, тъй като това би означавало да прекъсне сътрудничеството си с американците. В крайна сметка в Генералния щаб узрява идеята да му бъде поверена полева единица.

#### „Албатрос“
През май 1974 г. началникът на генералния щаб, ген. Флориан Шивицки, запознава Куклински с проект, наречен „Албатрос“, в който се предвижда да бъдат изградени три противоатомни скривалища, предназначени за командването на Обединените военни сили на Варшавския договор в случай на въоръжен конфликт.
През февруари 1975 г. заедно с група офицери, между които ген. Чеслав Кишчак, Куклински е изпратен на двумесечен курс в Академията на генералния щаб на въоръжените сили на СССР в Москва. След курса ген. Войчех Ярузелски кани в своя кабинет офицерите, участвали в обучението в СССР, и ги моли да му разкажат впечатленията си. Куклински споделя, че Москва преувеличава опасността от страна на НАТО що се отнася до започването на война срещу Варшавския договор. По време на срещата ген. Кишчак изразява друго мнение по въпроса.
На 12 октомври 1976 г. е отличен от ген. Шивицки с кавалерски кръст на Ордена на възродена Полша. По този повод Куклински е поздравен лично от министъра на народната отбрана ген. Войчех Ярузелски.
През юни 1977 г. началникът на командването на Първи генерален щаб на Полската армия ген. Вацлав Шклярски назначава Куклински за началник на Първи отдел по общо планиране на командването и го повишава в степен бригаден генерал. През декември 1977 г. Куклински участва в заседание на Комитета на министрите на отбраната от държавите на Варшавския договор, проведено в Будапеща. През лятото на 1977 г. Куклински се премества заедно със семейството си в нов дом на ул. „Райцув“ 11.
През 1978 г. полковникът подготвя материалите за разговорите за разоръжаване, които се провеждат във Виена. В края на 1978 г. в кабинета на първия етаж на Командването на първи генералния щаб служещият в щаба подполковник Йозеф Путек заварва Куклински да фотографира документи. Той подава рапорт до началника си полковник Владислав Гендера. В началото на 1979 г. подполковникът получава заповед за служебно пътуване, а след завръщането си е назначен извън Генералния щаб. След време се оказва, че папката за Куклински с рапортите на подполковник Путек е празна. През април 1979 г. Куклински преживява тежко смъртта на Барбара Й., с която е в много близки отношения в продължение на 10 години.
Историкът Славомир Ценцкевич посочва, че познанствата на полковника с различни жени и романсите му с тях са прикритие, необходимо за оперативната му дейност. Благодарение на това, че създава във военните среди мнение за себе си като за донжуан, Куклински може лесно да предава на американците тайна информация. Разполага дори със специално подготвена за целта вила, недалеч от Минск Мазовецки, където се среща със своите познати. По време на тези срещи се възползва от възможността да оставя информация в т.нар. мъртви тайници, откъдето после могат да бъдат взети безопасно от съответните лица. Вероятно успешното използване на романсите като прикритие за шпионската му дейност е било възможно благодарение на факта, че повсеместно се знае, че полковникът е в конфликт с жена си.

#### Подготовката за военно положение
На 14 януари 1980 г. в конферентната зала в сградата на Централния комитет Куклински взема участие в среща на висшите офицери на СССР (Кулков, Грибков) с полските лидери, като целта на срещата е да бъде подписан уставът за военно време, одобрен от държавите на Варшавския договор. Куклински е този, който по време на срещата подава документите за подписване. Полковникът решава, че негова задача е да провери дали съдържанието на подписваните документи не се различава от формулировките на полската страна. Самата среща не представлява тържествено събиране на лидерите на всички държави членки, тъй като Румъния отказва да участва. Във връзка със създалата се ситуация Кулков посещава поотделно всяка от столиците на държавите от Варшавския договор.
На 1 декември 1980 г. за Москва заминават първият заместник-началник на Генералния щаб ген. Тадеуш Хупаловски и полковник Франчишек Пухала, на които началникът на щаба на въоръжените сили на СССР – маршал Николай Огарков – представя плана на учението за влизане в Полша на силите за намеса на Варшавския договор: СССР, Чехословакия, ГДР. Позволяват на Хупаловски да копира плана и още същия ден началникът на Генералния щаб ген. Флориан Шивицки и неговите заместници се запознават с копието. Планираната операция не е конвенционално учение, подобно на провежданите до този момент, а представлява симулация на интервенция като тази през 1968 г. в Чехословакия. В същото време в Букурещ се провежда среща на Комитета на министрите на отбраната на държавите от Варшавския договор, в която участва и Куклински. След завръщането си той научава от полковник Пухала каква е била целта на посещението на Хупаловски в Москва и разбира за планираното навлизане на 18-а дивизия на 8 декември 1980 г. На 5 декември в Москва се провежда среща на лидерите на седемте държави от Варшавския договор, а късно вечерта Генералният щаб на Съветската армия отменя ученията с кодово наименование „Съюз 80“. На 10 декември 1980 г. Командването на оперативния генерален щаб предприема действия за въвеждане на военно положение, в които полковник Куклински играе водеща роля.
През февруари 1981 г. Куклински представя един от първите рамкови планове за военно положение, носещ наименованието: Информация за състоянието на подготовката на държавата в случай на необходимост от въвеждане на военно положение и изводи от стратегическата игра. В дните 16 – 25 март 1981 г. на територията на Полша се провеждат коалиционни учения с кодово наименование „Съюз 81“. Руснаците се опитват да създадат ситуация, с която да обосноват превръщането на ученията във въоръжена интервенция. На 10 март ген. Войчех Ярузелски по време на срещата си с Лех Валенса опитва да предупреди „Солидарност“ за тази опасност. В крайна сметка учението „Съюз 81“ е продължено и завършва на 8 април 1981 г. На 18 октомври, след оставката на Станислав Кания, пленумът на ЦК на Полската обединена работническа партия избира за първи секретар генерал Войчех Ярузелски. На 4 ноември 1981 г. се състои „срещата на тримата“, в която участие вземат ген. Войчех Ярузелски, Лех Валенса и примас Йозеф Глемп. Куклински докладва за тези събития на ЦРУ.
В периода 1980 – 1981 г. е офицер в Генералния щаб и един от най-близките сътрудници на генералите-архитекти на бъдещото военно положение: Войчех Ярузелски, Флориан Шивицки, Чеслав Кишчак, Михал Янишевски, Тадеуш Тучапски, Йежи Скалски. От пролетта на 1981 г. полковник Куклински е шеф на екипа, който планира военното положение в Полша. По същото време си купува овощна градина с площ над 10 хектара в Стефанувка край Вонзовна. Покупката е направена на името на сина му Богдан и е на стойност 2 милиона злоти.
През септември 1981 г. полковник Влоджимеж Осташевич не се завръща от ваканцията си в Югославия и Гърция. Неговото бягство усложнява ситуацията на полковник Куклински, който е в кръга на тридесетимата, с които Осташевич контактува най-често. Вътрешна военна служба го подлага на строго наблюдение, което се засилва още повече след като през юни от Полша бяга и капитан Йежи Сумински, а през август и ген. Леон Дубицки, който иска политическо убежище във ФРГ. През есента на 1981 г. Куклински представлява Генералния щаб в Министерство на вътрешните работи във връзка с окончателните приготовления за въвеждане на военно положение.

#### Следствие във връзка с изтичането на информация
Според Славомир Ценцкевич тайният агент на Службите за сигурност във Ватикана – свещеник Януш Болонек, след срещата на Йоан Павел II с шефа на ЦРУ Уилям Кейси, алармира контраразузнаването на Полската народна република във Варшава, информирайки, че в Генералния щаб на Полската армия има „къртица“. По време на срещата директорът на ЦРУ осведомява папата за военните планове на СССР, с които се е сдобил полковник Ришард Куклински.
На 2 ноември 1981 г. Куклински се връща от Будапеща заедно с полската делегация от заседанието на Военния съвет на Варшавския договор. Същия ден в 14:00 часа той взема участие в инструктажа в кабинета на заместник-началника на Генералния щаб Йежи Скалски, който съобщава на събралите се, че е имало изтичане на информация за най-новата версия на плановете за военно положение. Ген. Скалски уведомява участниците в срещата, че Вътрешна военна служба е започнала следствие относно изтичането на информация.
В сряда, 4 ноември 1981 г., полковник Куклински се среща в кабинета си с полковник Чеслав Вит и с офицери от контраразузнаването във връзка с военното положение. В четвъртък, 5 ноември 1981 г. Куклински е извикан от ген. Скалски във връзка с работата по доклад за ген. Войчех Ярузелски. В петък, 6 ноември 1981 г. Куклински разговаря в кабинета си с началника на отдел „Авиация“ ген. Йежи Раковски, а в следобедните часове, заедно с полковник Станислав Радай, участва в партийно съвещание.
В събота, 7 ноември 1981 г., участва в оперативка на Генералния щаб, ръководена от ген. Флориан Шивицки. Вечерта на същия ден посещава посолството на Съветския съюз по повод честването на поредната годишнина от Октомврийската революция. Празничният банкет е организиран от посланика на СССР в Полската народна република, Борис Аристов. По време на тържеството Куклински се среща и разговаря с ген. Шклярски

#### Напускане на Полша
На 7/8 ноември 1981 г. полковник Ришард Куклински е евакуиран от Полша от служители на ЦРУ. Предполага се, че е бил дегизиран като лондонски гражданин, пристигнал няколко дни по-рано във Варшава и много приличащ по външен вид на Куклински. Именно с паспорта на този английски гражданин Куклински напуска Полша, излитайки още същия ден със самолет на British Airways. След кратко пребиваване в Лондон, където работи под псевдоним Джак Стронг, той е откаран със самолет до базата на САЩ в Южна Германия, където се среща със семейството си.
Според ген. Франчишек Пухала в петък вечерта на 6 ноември 1981 г. Куклински участва в банкет в посолството на СССР, организиран по повод годишнината от Октомврийската революция, след което е откаран от ЦРУ в тайно жилище в Жолибож. Сутринта на 7 ноември вече под друго име той отлита за Лондон със самолет на ЛОТ. Пухала посочва също, че сутринта на 7 ноември 1981 г. Куклински участва в оперативка на Генералния щаб, което отговаря на истината. Франчишек Пухала обаче подава противоречиви факти във връзка с 6 и 7 ноември. Присъствието на Куклински на сутрешната оперативка на 7 ноември е потвърдено от ген. Владислав Хермашевски, който вижда полковника същия ден сутринта. Обаче твърдението, че Куклински е отлетял същата сутрин под чуждо име с редовен полет на ЛОТ няма как да отговаря на истината, тъй като Куклински участва в оперативката на Генералния щаб, а и не е възможно Куклински да е бил в посолството на СССР на 6 ноември, тъй като тържественият банкет се е състоял на 7 ноември 1981 г.
Друг биограф, Кшиштоф Дубински, посочва, че Куклински е участвал в оперативката на Генералния щаб сутринта на 7 ноември, а вечерта е взел участие в банкета по повод годишнината от Октомврийската революция, организиран от посланика на СССР. От своя страна историкът Славомир Ценцкевич твърди, че в събота на 7 ноември полковник Куклински е извикан от началниците си, за да участва в оперативката на Генералния щаб, след което полковник Тадеуш Фийолка, последният офицер от Генералния щаб, с когото Куклински разговаря, го откарва със служебната си „Волга“. Вечерта посещава Чеслав Чкубовски и оставя при него кучето си Зуля, а след това заедно със съпругата си заминава при Барбара и Роман Баршчов (Роман е приятел на Куклински още от детството). Предполага се, че след тази среща е бил и на приема в посолството на СССР, но Ценцкевич счита, че това е малко вероятно, тъй като този факт не е отбелязан никъде. Все пак обаче самият Куклински пише на писателката Мария Нуровска, че е бил в посолството на СССР, като ѝ разказва за разговора, който е провел там с ген. Шклярски. Ценцкевич излага тезата, че на 8 ноември 1981 г. в 8:20 сутринта цялото семейство Куклински пресича границата в Швецко, а в 9:55 дипломатическият додж вече е в американската военна база в Западен Берлин. На 9 ноември е във Франкфурт, а на 11 ноември в авиобаза Саутленд в американския щат Мериленд.
По подобен начин описва пътя за евакуация на Куклински и журналистът Бенджамин Вайзер, който твърди, че всички членове на сем. Куклински са били скрити в големи картонени кутии и натоварени във фургонетка с дипломатически номер. На границата в Швецко митничарите звънят във Варшава, за да получат потвърждение на регистрационния номер на фургонетката, тъй като малко преди това американското посолство е поискало нов номер, който още не е включен в списъка на митническата служба.
В понеделник, 9 ноември 1981 г. полковник Ришард Куклински не се появява в Генералния щаб. На 10 ноември 1981 г. началникът на Командването на Вътрешна военна служба полковник Мечислав Фигура и офицерът от Генералния щаб подполковник Бенедикт Йенджейевски издават декрет за започване на операция с кодово наименование „Ренегат“ и свикват специална оперативно-следствена група, оглавена от полковник Ян Ковалчик.
През 60-те и 70-те години като представител на оперативното контраразузнаване полковник Куклински е бил охраняван от офицери от Вътрешна военна служба, между които: полковник Зджислав Коминек, подполковник Йозеф Путек, полковник Владислав Гендера, подполковник Бенедикт Йенджейевски.
Според самия Куклински сътрудничеството му с ЦРУ започва по време на круиз до Западна Европа през 1972 г., когато изпраща писмо до военния аташе на САЩ в Бон. Първата среща се осъществява на 18 август 1972 г. в Хага. Според твърденията му, той е смятал да създаде в Полската армия заговор срещу СССР, но ЦРУ го разубеждава, определяйки идеята като обречена на неуспех. Вместо това отправят към него молба да им предава информация, която би могла да навреди на Съветския съюз. В периода 1971 – 1981 г. Куклински предава на Запад над 40 хиляди страници документи, свързани с Полската народна република, СССР и Варшавския договор. Част от тях са свързани с плановете на СССР за употреба на ядрено оръжие, с технически данни за най-новите съветски оръжия като танковете T-72 и ракетите Стрела-2, с разполагането на съветски противовъздушни сили на територията на Полша и ГДР, с методите, които Червената армия използва, за да укрива обектите си от сателитите на разузнаването, с въвеждането на военно положение в Полша.

### След напускането на Полша
Три години след като напуска Полша, на 23 май 1984 г., Куклински е осъден на смърт задочно от Военния съд във Варшава. През 1990 г. присъдата е намалена на 25 години затвор, а през 1995 г., след като е преразгледана от председателя на Върховния съд Адам Стшембош, присъдата е отменена. С решение № 23/MON/Kadr от 12 февруари 1996 г. министърът на отбраната му връща званието полковник. Делото е изпратено отново във Военна прокуратура и с решение от 22 септември 1997 г. следствието е прекратено с аргумента, че Куклински е действал в състояние на крайна необходимост, като основанията за това решение са запазени в тайна (противно на мнението на повечето изследвачи, от няколко години тези основания са изцяло общодостъпни). В крайна сметка полковник Ришар Куклински е оневинен и реабилитиран.
Реабилитацията става възможна благодарение на старанията на пълномощника на Куклински – Йозеф Шанявски. Куклински посещава Полша през април 1998 г. Той е инициатор на създаването на паметника на жертвите от Катин във Варшава, открит на 6 май 1998 г. След като е реабилитиран, Куклински е обявен за почетен гражданин на Краков и на Гданск.
Куклински умира в болница на 11 февруари 2004 г. на 73-годишна възраст. Причина за смъртта му е мозъчен удар. Урната с праха му е пренесена в Полша от Йозеф Шанявски. На 19 юни 2004 г. на Алеята на заслужилите във Военното гробище в Повонзки във Варшава е положен праха на полковник Куклински, както и на по-големия му син Валдемар, загинал през август 1994 г. при неизяснени обстоятелства (прегазен е неколкократно от джип на територията на университетския кампус във Феникс пред очите на свидетели. Извършителите на деянието не са заловени, а в открития автомобил не са намерени никакви отпечатъци). Вторият му син, Богдан Куклински, според официалната версия изчезва безследно по време на морски круиз през 1993 г. През 2009 г. списание „Впрост“ („Wprost“) лансира хипотезата, че изчезването му е било организирано от ЦРУ в рамките на програмата им за защита на свидетели.
Ришард Куклински е съпруг на Йоанна с моминска фамилия Христ, родена в Мисловице (1932 – 2013).
През декември 2008 г. ЦРУ прави публично достояние рапортите на Куклински от 1981 г., които съдържат и характеристика на ген. Ярузелски.

## Спорни въпроси
Дейността на Ришард Куклински буди много спорове и емоции сред полската общественост. Към него се отправят упреци, че е нарушил военната си клетва и е изложил инфраструктурата на страната си, а също и полските въоръжени сили на по-големи загуби при евентуална война. В случай на война, както сочи документът, подписан от Войчех Ярузелски, СССР е трябвало да поеме контрола над полската армия. Във връзка с това мнение се стига до инциденти, като този, в който през нощта на 12 срещу 13 декември 2011 г. бюст-паметникът на полковник Куклински в парк „Йордана“ в Краков е осквернен, като надписът „полковник“ е задраскан и на негово място е написано „предател“ и „смърт на САЩ“.
С оглед на тайния характер на документацията, свързана със специалните служби, дейността на Ришард Куклински буди спорове дори сред историците. Според някои автори като Павел Вечоркевич, както и според генерал Франчишек Пухала, е много вероятно в действителност той да е бил двоен агент и да е сътрудничел и на ГРУ. За подобна възможност говори и Чеслав Кишчак, а руският военен аташе Юрий Рилов е категоричен, че подобно твърдение е истина. Владислав Шила-Новицки смята, че полските служби нарочно са позволили Куклински да напусне страната, за да изпълни мисия във връзка с военното положение. Според тази теза, това, че американците са били информирани за плановете за военно положение, свързано с премахване на риска за съветска интервенция в Полша, би могло да е от полза за съветската страна, която иска да избегне непредвидена реакция от страна на администрацията на САЩ, ръководена от антикомунистически настроения президент Рейгън, както и непредвидени реакции от страна на полските власти. При това САЩ не предотвратяват въвеждането на военно положение, нито предупреждават полската опозиция. Изброените историци подчертават, че се преувеличават размерът и значимостта на информацията, с която се е сдобил Куклински и най-вече, че той не би могъл да знае какви са военните планове на СССР, до които полските офицери нямат достъп. Отбелязва се също, че през 70-те години Куклински има изключително добро материално положение, много по-добро от характерното за офицер от Полската армия, и това не събужда подозренията на контраразузнаването, а след бягството му от Полша, руската страна не потърсва отговорност от генерал Кишчак, който отговаря за полското разузнаване. От друга страна администрацията на президента Клинтън изразява становище, че ще бъде против приемането на Полша в НАТО, докато полковник Куклински не бъде оневинен.

## Ордени и отличия
- Кавалерски кръст на Ордена на възродена Полша (1976)
- Сребърен Кръст за заслуги
- Златен медал „За заслуги в отбраната на страната“ (1978)
- Сребърен медал „За заслуги в отбраната на страната“
- Сребърен мадал „Въоръжени сили в защита на родината“
- Бронзов медал „За заслуги в отбраната на страната“
- Бронзов медал „Въоръжени сили в защита на родината“ (1956)
- Медал Polonia Mater Nostra Est (1998)
- Медал на победата и свободата
- Медал на 10-летието на народна Полша (1955)
- Кръст на Армия Крайова (6 май 1998)

Куклински получава и високото отличие на – Distinguished Intelligence Medal, което до този момент с е присъждало единствено на граждани САЩ.
Веднага след смъртта на Куклински Организацията на ветераните и Организацията за независимост правят постъпки да бъде повишен в звание бригаден генерал и да бъде отличен с Орден на Белия орел. По-рано подобни апели са отправяни към президентите Александър Квашневски и Лех Качински.
На 2 септември 2016 г. президентът Анджей Дуда посмъртно повишава Ришард Куклински в звание бригаден генерал.

## Зала в памет на Куклински
През 2006 г. в Стария град на Варшава, на ул. „Канония“ 20/22 (близо до катедралата Йоан Кръстител) е създадена Зала в памет на полковник Куклински. На 17 ноември 2010 г. Ханна Гронкевич-Валц взема решение залата да бъде закрита, но по-късно се отказва от решението си. Основател и директор на залата е Юзеф Шанявски, а след неговата смърт синът му Филип Фрончковяк.

## Публикации и филми за полковник Куклински

### Книги
- Wojna z narodem widziana od środka. Rozmowa z b. płk. dypl. Ryszardem Kuklińskim przeprowadzona w piątą rocznicę wprowadzenia stanu wojennego, 1987 (wywiad udzielony paryskiej „Kulturze“ nr 4/87, przedruk wydany w Polsce w drugim obiegu wydawniczym),
- Manfred E. Berger, Jaruzelski, 1991,
- Wojciech Jaruzelski, Stan wojenny dlaczego..., 1992,
- Krzysztof Dubiński, Iwona Jurczenko-Topolska, Być szpiegiem, 1994,
- Krzysztof Dubiński, Iwona Jurczenko: Oko Pentagonu. Rzecz o pułkowniku Ryszardzie Kuklińskim. Warszawa: K.M.S.O, 1995. ISBN 83-85608-57-5. OCLC 35453302. (pol.)
- Andrzej Krajewski, Bohater z bliska. Zasługa dla Polski, 1999 (2014 jako e-book pod tytułem Zasługa dla Polski; książka oparta na rozmowach, jakie odbył z pułkownikiem amerykański korespondent TVP przed rokiem 1994)
- Józef Szaniawski, Samotna misja – pułkownik Kukliński i zimna wojna, 2003 (książka napisana przez pełnomocnika pułkownika Kuklińskiego w Polsce),
- Maria Nurowska: Mój przyjaciel zdrajca. Wyd. 3. Warszawa: Wydawnictwo W.A.B. – Grupa Wydawnicza Foksal, 2011. ISBN 978-83-280-0883-0. OCLC 945099248. (pol.) (biografia oparta na rozmowach autorki z pułkownikiem Kuklińskim, które odbyły się z jego inicjatywy; książka na życzenie pułkownika ukazała się dopiero po jego śmierci)
- Józef Szaniawski, Pułkownik Kukliński. Misja Polski, 2005,
- Józef Szaniawski, Pułkownik Kukliński – tajna misja, 2008,
- Benjamin Weiser: Ryszard Kukliński. Życie ściśle tajne. Warszawa: Świat Książki, 2014. ISBN 978-83-7943-630-9. OCLC 879529234. (pol.) (książka autoryzowana przez agencję CIA i napisana na podstawie dokumentów ujawnionych autorowi przez agencję),
- Yust Ronald, Jack Strong Vel Ryszard Kukliński nadaje, 2014 (fabularyzowana biografia napisana w formie powieści szpiegowskiej z wieloma wątkami fikcyjnymi),
- Marek Barański: Nogi Pana Boga. Warszawa: Keep Smiling, 2010. ISBN 978-83-930294-0-2. OCLC 676716136. (pol.)
- Paweł Wieczorkiewicz, Justyna Błażejowska: Przez Polskę Ludową na przełaj i na przekór. Poznan: Zysk i S-ka, 2011. ISBN 978-83-7506-651-7. OCLC 756901714. (pol.)
- Krzysztof Dubiński: Jaruzelski. Generał przegranej sprawy. Warszawa: Ringier Axel Springer Polska, 2014. ISBN 978-83-7813-679-8. OCLC 890404996. (pol.)
- Krzysztof Dubiński: Ryszard Kukliński. Bohater czy zdrajca. Warszawa: Ringier Axel Springer Polska, 2014. ISBN 978-83-7813-584-5. OCLC 869939844. (pol.)
- Franciszek Puchała: Szpieg CIA w polskim sztabie generalnym. O Ryszardzie Kuklińskim bliżej prawdy. Warszawa: Bellona, 2014. ISBN 978-83-11-13170-5. OCLC 881496045. (pol.) (książka napisana przez antagonistę Kuklińskiego z Ludowego Wojska Polskiego),
- Sławomir Cenckiewicz: Atomowy szpieg: Ryszard Kukliński i wojna wywiadów. Poznan: Zysk i S-ka Wydawnictwo, 2014. ISBN 978-83-7785-477-8. OCLC 897750385. (pol.) (biografia oparta na polskich i zagranicznych dokumentach historycznych uwypuklająca aspekt warsztatu szpiegowskiego),
- Sławomir Koper: Wielcy szpiedzy w PRL. Warszawa: Wyd. Czerwone i Czarne, 2014. ISBN 978-83-7700-156-1. OCLC 892494790. (pol.)

### Филми
- Pułkownik Kukliński (полковник Куклински), документален филм от 1997 г., реж. Andrzej Trzos-Rastawiecki;
- Sprawa Pułkownika Kuklińskiego (Делото полковник Куклински), документален филм от 1998, реж. Jolanta Kessler, Józef Szaniawski;
- Gry wojenne (Военни игри), документален филм от 2008, реж. Dariusz Jabłoński. Премиерата му се състои през декември 2008 в седалището на ЦРУ;
- Jack Strong, игрален филм от 2014, реж. Władysław Pasikowski, в ролята на полковник Ришард Куклински – Marcin Dorociński (Марчин Дорочински).

## Паметта за полковника
- На 4 ноември 2014 г. с решение на Общински съвет на град Познан площадът между улиците „Кралица Ядвига“, „Краковска“ и „Кармелицка“ в Познан е наименуван „Ришар Куклински“.
- На 17 септември 2015 г. в Гданск е открит паметник на Ришар Куклински.
- На 4 юни 2018 г. е открит паметник на Куклински на площад „Йоан Павел Втори“ в Краков.